# Suhoj Su-9
Suhoj Su-9 (NATO naziv "Fishpot") je bio sovjetski jednomotorni presretač za sve vremenske uvjete naoružan raketama zrak-zrak.

## Razvoj

### Zahtjevi
Iako je Suhoj dobio svoj projektni ured kako bi u što kraćem vremenu napravio vjerniju kopiju američkog lovca North American Aviation F-86 Sabre, on to nije učinio. Umjesto toga pokrenuo je razvoj naprednijeg lovačkog aviona. Zapravo je na osnovi jednoj projekta uspio razviti dva različita aviona. 

### Prototipovi
Kao osnova uzet je turbomlazni motor AL-7F koji je razvio Arkhip Ljulka. AL-7f je bio snažan, ali i velik motor koji je Suhoj smjestio u cjevasti trup. Na taj je trup Suhoj potom postavio dva različita para krila. Projekt sa strelastim krilima označio je kao S-1, te je iz njega naknadno razvijen lovac Su-7. Projekt s delta krilom Suhoj je označio kao T. Tako je taktički lovac dobio oznaku T-1, a lovac-presretač T-3. Ispitivanja u zračnim tunelima pokazala su da je delta krilo znatno pogodnije za uporabu na velikim visinama te je T-1 1955. godine odbačen, dok je nastavljen razvoj projekta T-3. Povrh toga T-3 je dobio radar čija je antena smještena u radom iznad nosnog usisnika. Slično je rješenje američka tvrtka Vought primijenila na svom palubnom lovcu [F-8 Crusader]. Antena je pripadala radaru Almaz-3.

Prvi prototip namijenjen statičkim testiranjima dovršen je 1955. Nakon što su testiranja čvrstoće trupa pokazala da neće biti većih problema, prvi je prototip prvi put poletio 26. svibnja 1956. Zapravo je bila riječ o demonstratoru tehnologija koji će tek postati osnova za razvoj novog lovca. Samo mjesec dana poslije, preciznije 24. lipnja, ovaj je avion prvi put pokazan javnosti tijekom zrakoplovne izložbe povodom dana zrakoplovstva na Tušinovu. Nakon toga novi je sovjetski lovac dobio NATO-ovu oznaku Fishpot. Nakon što uđe u operativnu, uporabu oznaka će biti nadopunjena slovom A.

Iako se uz razvoj Su-9 veže ime Suhoja, njegov su razvoj obavili dva javnosti nepoznata projektanta Nikoj Polenav i Aleksandar Višnevskij. Oni su odabrali konfiguraciju srednjokrilnog lovca s delta krilima i strelastim vodoravnim stabilizatorima. Identičnu će konfiguraciju dobiti i nešto manji MiG-21, što ne čudi jer ga je predložio Središnji aerodinamički i hidrodinamički institut (TsAGI).
Prva su letna testiranja oduševila vrh sovjetskog ratnog zrakoplovstva jer je avion postizao brzinu veću od 2100 km/h, unatoč činjenici da je bio pretežak, te da je jak motor naprosto "pio" gorivo. Usprkos tome T-3 je bio odlična osnova za daljnji razvoj. Najveći je posao bio daljnji razvoj motora AL-7, s jedne strane da mu se smanji potrošnja, a s druge da mu se poveća pouzdanost. Tako je nastao AL-7F-1, koji je ugrađen u novi PT-7. Jedina veća izvanjska promjena bila je ugradnja dodatne male antene ispod usisnika za zrak. PT-7 je proglašen spreman za serijsku proizvodnju te su u Državnoj tvornici broj 153 u Novosibirskom napravljena i tri predserijska primjerka označena kao PT-8. U međuvremenu je sovjetsko ratno zrakoplovstvo promijenilo mišljenje te je zatražilo da se cijeli projekt PT-7 temeljito promjeni. Razlog je bio sve veći broj preleta američkih špijunskih aviona U-2. Prvi let preko sovjetskog teritorija U-2 je obavio 4. srpnja 1956. Zbog toga je odlučeno da se na osnovi PT-7 razvije lovac-presretač za velike visine koji bi mogao presretati i avione koji lete na ekstremno velikim visinama. Tako je u prosincu 1956. nastao projekt T-43. Zadržan je oblik trupa i delta konfiguracija krila te je ugrađen motor AL-7F-1 koji je pojačan raketnim motorom s tekućim gorivom kako bi se mogle postići velike visine leta. Također je razmatrana mogućnost i uporaba vode kako bi se kratkotrajno povećao potisak motora, ali se od toga odustalo zbog prevelikog rizika od kvarova. Prvi let T-43 je obavio 10. listopada 1957. Međutim, razvoj raketnog motora nije išao u skladu s planovima te je testiranje T-43 nastavljeno bez njega. Na kraju se od raketnog motora, zbog tendencije da eksplodira "sam od sebe", odustalo.

Najveća izvanjska promjena u odnosu na PT-7 bila je novi konusni radom smješten u sredinu usisnika. Nakon te izmjene T-43 je izgledom, osim po dimenzijama, postao jako sličan MiG-u 21. Novi je radom bio pokretan te se svojim pomicanjem naprijed-natrag prilagođavao brzini leta aviona. Zapravo se na taj način regulirala količina zraka koja je ulazila u usisnik (usisnik promjenjivog presjeka).

### Letna testiranja
Letna testiranja pokazala su da i bez raketnog motora i ubrizgavanja vode u motor T-43 ima odlične letne odlike. Tako je tijekom testiranja 20. listopada 1957. T-43 dosegao visinu od čak 21 500 metara. I to samo uz pomoć AL-7F-1. Tri dana poslije premašena je i brzina od dva Macha, tj. postignuta je brzina od 2200 km/h. Iako je vlada u Kremlju te godine razmatrala mogućnost da se zaustave razvoji svih lovaca-presretača, te da se taj novac uloži u razvoj protuzračnih vođenih projektila, uspjeh T-43 je prevagnuo u smjeru nastavka razvoja lovaca-presretača.

Nakon početnih uspjeha odobrena je izrada dodatnih šest prototipova, kako bi se testirale različite konfiguracije aviona. Usprkos gubitku jednog prototipa u srpnju 1959., pri čemu je poginuo pilot, u listopadu 1960. razvoj T-43 je proglašen uspješnim te je odobren početak serijske proizvodnje. Avion je dobio službenu operativnu oznaku Su-9. Javnosti je novi lovac prvi put prikazan 9. srpnja 1961., kad je manja skupina Su-9 preletjela preko Tušinova gdje se održavala zrakoplovna izložba. NATO mu je odmah dodijelio oznaku Fishpot-B.

## Opis aviona
Su-9 je bio uglavnom napravljen od aluminija, uz minimalnu uporabu čelika, samo na najosjetljivijim mjestima kao što su noge stajnog trapa. Pilot je sjedio u, za sovjetske standarde, komotnoj kabini a iznad glave je imao veliki kapljičasti pokrov koji je osiguravao dobru vidljivost u svim smjerovima. Prvi su Su-9 isporučeni s turbomlaznim motorima AL-7F-1 suhog potiska 61,2 kN. S uključenim sustavom za naknadno izgaranje potisak se povećavao na čak 90,1 kN. Naravno, pri uključivanju sustava za naknadno izgaranje jako bi se povećala i potrošnja goriva. Zbog problema s pouzdanošću AL-7F-1 je ubrzo zamijenjen poboljšanim AL-7F-1-100 koji je davao istovjetnih suhih 61,2 kn i 90,2 kN s naknadnim izgaranjem. Međutim, njegovi su radni resursi produženi na 100 sati. Potom su došli poboljšani AL-1F-1-150 i AL-1F-1-200 s radnim resursima od 150 i 200 sati. Pritom se nije mijenjao potisak motora. Po današnjim standardima samo 200 radnih sati prije remonta čini se odveć kratko, ali treba znati da se nakon toga motori nisu bacali, već bi se vraćali u uporabu, ali s ograničenim radnim resursima. Bila je to mala cijena za postizanje brzina većih od dva Macha.

Pokretni konusni radom u usisniku imao je automatsku regulaciju, a pokretao se preko elektrohidrauličkog sustava. Kako bi se smanjila opasnost od ulaska predmeta u usisnik tijekom vožnje po zemlji, na nos su naknadno postavljena četiri mala dodatna usisnika. Da bi se povećala autonomija aviona na slabije uređenim i opremljenim bazama, motor je dobio sustav za pokretanje koji se napajao benzinom a ne kerozinom. Ugrađen je i sustav za automatsko gašenje požara na bazi ugljičnog dioksida. Već smo spomenuli da je jedan od nedostataka AL-7 motora bila velika potrošnja goriva. Zbog toga je Su-9 dobio tri velika spremnika za gorivo u trupu (između kabine i motora) te po jedan u krilima. Oni su ukupno primali 3060 litara goriva. Kod kasnijih primjeraka kapacitet je povećan na 3780 litara. To je bilo dovoljno za dolet od 1160 km, pod uvjetom da piloti nisu uključivali sustav za naknadno izgaranje. Dolet se mogao povećati uporabom dodatnih odbacivih spremnika za gorivo zapremine 600 litara. Standardno bi Su-9 nosili dva ova spremnika na središnjem nosaču pod trupom.
Delta krila imala su strijelu od 60 stupnjeva, te negativan diedar od dva stupnja. Imala su Flowlerove flapsove s eleronima. Vodoravni stabilizatori su bili jednodijelni. Sve letne površine bile su pokretane hidrauličnim sustavom, pa čak i četiri zračne kočnice postavljene u X konfiguraciju na stražnjem dijelu trupa. Hidraulika je pokretala i noge podvozja koji je bio tipa tricikl. Svaka je noga imala samo jedan kotač. Za razliku od MiG-a 21, krilo na Su-9 je bilo dovoljno debelo da primi noge glavnog stajnog trapa, zbog čega je dobiven dodatni prostor za smještaj goriva u trupu. Kako bi se smanjila masa i ostalo više prostora u nosu za smještaj radara, prednja noga je bila samoupravljiva, a upravljanje avionom se obavljalo uporabom kočnica na glavnim nogama. Slobodna nosna noga olakšavala je i upravljanje avionom od strane zemaljskog osoblja. Za smanjenje dužine slijetanja Su-9 su opremili kočećim padobranima.

Kako bi se povećala sigurnost u letu, Su-9 je dobio tri hidraulična sustava. Primarni je rabljen za pokretanje stajnog trapa, usisnika, zračnih kočnica i zakrilca. Dva odvojena rabljena su samo za pokretanje letnih površina. Kod kasnijih primjeraka ugrađen je i dodatni pneumatski sustav koji je spuštao noge stajnog trapa i upravljao letnim površinama.

Uz dva nosača pod trupom svaki je Su-9 dobio i dva potkrilna nosača za vođene projektile zrak-zrak. Prvobitno se naoružanje sastojalo od projektila RS-2-US (NATO oznake AA-1 Alkali). Osnovna inačica imala je poluaktivno radarsko navođenje, a ubrzo je razvijena inačica s infracrvenim samonavođenje R-55. Kako bi se povećala vjerojatnost uništavanja cilja, Su-9 su nosili kombinacije s dva RS-2-US i dva R-55. Prvi serijski primjerci imali su prostor u korijenju krila za smještaj po jedan top Nudelman-Rihter NR-30 kalibra 30 mm. Međutim, niti jedan Su-9 koji je ušao u operativnu uporabu nije bio naoružan topovima. Zbog toga su kasniji primjerci u taj prostor dobili dodatne spremnike za gorivo.
Veliki kapljičasti pokrov kabine otvarao se prema nazad. Kabina je bila pod natpritiskom i klimatizirana. Pilot je sjedio na katapultirajućem sjedalu KS-1, proizvod Suhoja. KS-1 je imao sigurni raspon rada od 500 do 850 km/h i minimalnu sigurnu visinu od 150 metara. Zbog toga je ubrzo zamijenjen s KS-2, kod kojeg je maksimalna sigurna brzina povećana na 1000 km/h. Naknadno je dio Su-9 opremljen sjedalima KS-3 kod kojih je maksimalna sigurna brzina uporabe bila 1100 km/h a visina 30 metara.
Koliko je Su-9 bio važan sovjetskom ratnom zrakoplovstvu najbolje pokazuje podatak da je do kraja 1962. u Državnoj tvornici broj 153 napravljeno više od 1000 primjeraka. Osim toga proizvodnja je pokrenuta i u moskovskoj Tvornici strojeva broj 30, gdje su napravili 162 Su-9 i 50 Su-9U. Povrh toga ni jedan Su-9 nikada nije izvezen, dok su Su-7 masovno izvozili. Nakon izvršenih poboljšanja i što su se piloti privikli na novi avion, broj nesreća Su-9 je naglo opao. Zapravo su ga piloti zavoljeli te su tvrdili da kad ga jednom podignete u zrak, Su-9 vrlo je lagan za letenje. Naravno, potom ga je trebalo ponovno spustiti. Problemi s polijetanjem i slijetanjem prvenstveno su bili s (pre)velikom brzinom polijetanja i slijetanja pa su piloti tijekom slijetanja zapravo pogađali stazu.

### Su-9U
Problem nedostatnog iskustva pilota Suhoj je započeo rješavati razvojem dvosjedne inačice za preobuku Su-9U (tvorničke oznake AKA U-43). Prvi let prvog prototipa, dobivenog preinakom standardnog Su-9, obavljen je 25. siječnja 1961. Kolika je bila potreba za takvim avionom najbolje pokazuje podatak da je serijska proizvodnja Su-9U započela još iste godine. NATO mu je dao oznaku Maiden.

U osnovi je Su-9U bio identičan sa Su-9, osim što je, kako bi se dobilo prostora za još jednu kabinu, trup produžen za 60 centimetara. Zbog toga je masa praznog aviona porasla za 630 kg. Su-9U zadržao je borbene mogućnosti Su-9, iako je zbog povećanja mase borbeni komplet ograničen samo na dva projektila RS-2-US.

## Povijest uporabe
Za sovjetske uvjete Su-9 je bio jako napredan avion. Zbog toga ne čudi da njegovo uvođenje u operativnu uporabu nije išlo bez poteškoća. Piloti nisu bili navikli letjeti na tako brzom avionu, a zemaljsko osoblje nije znalo kako održavati tako složen avion. Povrh toga, usprkos svim poboljšanjima, AL-7F-1 nije imao veliku pouzdanost, što je samo dodatno kompliciralo cijelu proceduru. Jedan od većih problema bila je i činjenica da su Su-9 morali djelovati s poletno-sletnih staza koje nisu bile predviđene za tako teške avione. Nakon nekoliko slijetanja u stazama su nastala dovoljno velika ulegnuća da su postale opasne za avione i pilote. Zbog toga je dio staza morao biti zatvoren dok nije dovršena njihova obnova. Još jedan problem bio je učestalo ulijetanje predmeta u nosni usisnik, koji su potom završavali u motoru uz neizbježni kvar. Svi će ovi problemi ostati sve do sredine šezdesetih godina prošlog stoljeća, kad je u postrojbe došao veći broj modificiranih i poboljšanih Su-9, čija je pouzdanost bila znatno veća. Osim toga, do tada je i zemaljsko osoblje naučilo ponešto o novim avionima, pa je i održavanje postalo bolje.
Su-9 i Su-11 činili su osnovu sovjetske protuzračne obrane tijekom šezdesetih i duboko u sedamdesete godine prošlog stoljeća. Često su slani na "uljeze" koji su ulazili u sovjetski zračni prostor, iako ne postoje izvješća da su i borbeno djelovali, osim u slučajevima obaranja tzv. izvidničkih balona. Ovi su baloni bili svojevrsni nastavak japanskih pokušaja "bombardiranja" Sjedinjenih Američkih Država tijekom 2. svjetskog rata. Razrađujući tu ideju Amerikanci su tijekom pedesetih godina prošlog stoljeća odlučili balonima špijunirati Sovjetski Savez. Iako su nakon uvođenja izvidničkih satelita tijekom šezdesetih godina prošlog stoljeća baloni postali nepotrebni, sovjetski izvori navode da su ih Amerikanci slali i tijekom sedamdesetih godina. 
U svakom slučaju svi su Su-9 i Su-11 povučeni iz operativne uporabe sredinom sedamdesetih godina prošlog stoljeća, te su zamijenjeni MiG-ovima 23 i 25, te Su-15. Dio je aviona pretvoren u daljinski upravljane leteće mete, ali je najveći dio jednostavno završio na odlagalištima. Tek je manji dio raspoređen u muzeje.

## Tehničke karakteristike
Osnovne karakteristike
- posada: 1
- dužina: 17,37 m
- raspon krila: 8,43 m
- površina krila: 34 m2
- visina: 4,88 m

Letne karakteristike
- najveća brzina: 2.135 km/h (Mach 2,0)
- dolet: 1.125 km
- brzina penjanja: 136,7 m/s
- najveća visina leta: 16.760 m
- specifično opterećenje krila: 383 kg/m
- motor: 1 × Lyulka AL-7

Naoružanje
- naoružanje:
- 4 × K-5 (AA-1 "Alkali")

## Ostale inačice
- Suhoj Su-11